# Днепров, Сергей Иванович
Сергей Иванович Днепров (16 октября 1884; Москва, Российская империя — 14 марта 1955; Москва, РСФСР, СССР) — советский актёр театра и кино. Заслуженный артист РСФСР (1949).

## Биография
Родился 16 октября 1884 года в Москве.
Проходил обучение в Московском Императорском университете на юридическом факультете с 1903 года по 1907 год. С 1906 года по 1908 год учился в школе МХТ по классу В. В. Лужского, проходил театральные курсы. Занимался педагогической деятельностью. Играл в различных театрах разных городов.
Ушёл из жизни 14 марта 1955 года в Москве. Артисту было 70 лет.

## Творчество

### Фильмография
- 1938 — Болотные солдаты — прохожий
- 1938 — Семья Оппенгейм — Франсуа
- 1940 — Весенний поток — Захар Захарыч
- 1941 — Первопечатник Иван Фёдоров — Митрополит Филипп / Шут

## Звания и награды

### Звания
- Заслуженный артист РСФСР (19 апреля 1949)[2].

### Награды
- Медаль «За оборону Сталинграда» (29.01.1944)[1] .
- Медаль «За оборону Москвы» (28.09.1944)[1]
- Медаль «За доблестный труд в Великой Отечественной войне 1941—1945 гг.» (1946)[1]
- Медаль «В память 800-летия Москвы» (20.12.1947)[1]

## Оценочные мнения
По мнению театрального режиссёра, актёра и педагога Ю. А. Завадского, Сергей Иванович Днепров был когда-то блестящим актёром первого положения — герой, игравший характерные роли и роли стариков. На взгляд Заводского в своём издании, Днепров в спектакле «Встречи в темноте» сыграл одну из лучших ролей — старика–священника, настоящего патриота.

## Издательства
- Театральная энциклопедия. Том 2/Глав. ред. А. П. Марков - М.: Советская энциклопедия, 1963. - 1216 стб. с илл., 14 л. илл.